# Патриарх Киевский и всея Руси-Украины
Святейший Патриарх Киевский и всея Руси-Украины (укр. Святіший Патріарх Київський і всієї Руси-України) — титул предстоятелей Украинской православной церкви Киевского патриархата, использующийся с 1993 года.

## История
Принят Всеукраинским Православным собором в октябре 1993 года. С 1990 по 1993 год главой УПЦ КП использовался титул «Святейший Патриарх Киевский и всея Украины». Причиной изменения стало желание подчеркнуть преемственность УПЦ КП и Киевской митрополии Константинопольского патриархата, глава которой до 1686 года носил титул «Митрополит Киевский, Галицкий и всея Руси», сменённый после присоединения митрополии к Московской Церкви в 1686 году на «всея Малыя Руси», а позднее и измененный до «Киевский и Галицкий». При этом УПЦ КП пребывает вне диптиха, то есть не признана другими поместными Православными Церквями. С другой стороны, в сентябре 1993 с титулом «Святейший Патриарх Киевский и всея Украины» был избран и поставлен Димитрий (Ярема), глава Украинской автокефальной православной церкви — альтернативной УПЦ КП церковной структуры, состоявшей из церковных деятелей, не признавших объединения УАПЦ и части УПЦ МП в июне 1992 года.
С 1993 по 1995 год данный титул носил глава УПЦ КП Владимир (Романюк), с 1995 года — Филарет (Денисенко).
20 октября 2018 года Синод Украинской православной церкви Киевского патриархата изменил титулование, утвердив полный и краткий варианты титула, а также допустив титулование без использования титула «патриарх» в сношениях с другими церквами. Полный предстоятеля церкви: «Святейший и Блаженнейший Филарет, Архиепископ и Митрополит Киева — матери городов Русских, Галицкий, Патриарх Всея Руси-Украины, Свято-Успенских Киево-Печерской и Почаевской лавр Священно-архимандрит». В сношениях с другими поместными православными церквами допустимой формой является «Блаженнейший Архиепископ (имя), Митрополит Киевский и всей Руси-Украины» и производные от него.
15 декабря 2018 года Украинская православная церковь Киевского патриархата заявила о самороспуске. Её предстоятель — Филарет (Денисенко) получил пожизненный титул почетного патриарха Православной церкви Украины.
14 мая 2019 года на сайте УПЦ КП было опубликовано «Обращение патриарха Филарета ко всей украинской православной пастве»: «Патриарх Филарет остаётся действующим иерархом. Он имеет свою епархию — г. Киев, постоянный член Священного Синода. А раз есть действующий Патриарх, то есть и Киевский Патриархат. УПЦ Киевского Патриархата остаётся зарегистрированной в государственных органах. В частности, зарегистрирована Киевская Патриархия. Это означает, что юридически Киевский Патриархат продолжает существовать».